# مارتن بيرغمان
مارتن بيرغمان (بالإنجليزية: Martin Bergman)‏ هو كاتب ومخرج بريطاني، ولد في 17 يونيو 1957.

## وصلات خارجية
- مارتن بيرغمان على موقع IMDb (الإنجليزية)
- مارتن بيرغمان على موقع ديسكوغز (الإنجليزية)
- مارتن بيرغمان على موقع قاعدة بيانات الفيلم (الإنجليزية)